# Збіжність майже всюди
Збіжність майже всюди — один з видів збіжності функцій у вимірних просторах або випадкових величин. 

## Визначення

### Термінологія теорії міри
Нехай {\displaystyle (X,{\mathcal {F}},\mu )} — вимірний простір і {\displaystyle f_{n},f:X\to \mathbb {R} ,\;n\in \mathbb {N} }. Кажуть, що {\displaystyle \{f_{n}\}} збігається майже всюди (позначають {\displaystyle f_{n}\to f} {\displaystyle \mu } - майже всюди), якщо
{\displaystyle \mu \left(\{x\in X\mid \lim \limits _{n\to \infty }f_{n}(x)\not =f(x)\}\right)=0}

### Термінологія теорії ймовірностей
Якщо {\displaystyle (\Omega ,{\mathcal {F}},\mathbb {P} )} — це ймовірнісний простір та {\displaystyle X_{n},X} - випадкові величини, такі що:
{\displaystyle \mathbb {P} \left(\{\omega \in \Omega \mid \lim \limits _{n\to \infty }X_{n}(\omega )=X(\omega )\}\right)=1}
то кажуть що послідовність {\displaystyle \{X_{n}\}} збігається майже напевно до {\displaystyle X}.
Спрощений запис:
{\displaystyle \operatorname {Pr} \!\left(\lim _{n\to \infty }\!X_{n}=X\right)=1.}
Еквівалентне означення:
{\displaystyle \lim _{n\to \infty }\operatorname {Pr} {\Big (}\omega \in \Omega :\sup _{m\geq n}|X_{m}(\omega )-X(\omega )|\geq \varepsilon {\Big )}=0,\forall \varepsilon >0.}

Для загальних випадкових величин у метричних просторах означення аналогічне:
{\displaystyle \operatorname {Pr} {\Big (}\omega \in \Omega :\,d{\big (}X_{n}(\omega ),X(\omega ){\big )}\,{\underset {n\to \infty }{\longrightarrow }}\,0{\Big )}=1}

## Властивості
- Із поточкової збіжності випливає збіжність майже всюди.
- Із збіжності майже всюди випливає збіжність за мірою, і, таким чином, слабку збіжність (збіжність за розподілом).
- Не існує топології на множині випадкових величин (або вимірних функцій у просторі з мірою), яка б породжувала збіжність майже всюди.
- Теорема Лебега про мажоровану збіжність дає умови для слідування збіжності у середньому із збіжності майже всюди.